# Anciennes carrières souterraines de Saint-Pierre-Canivet et d'Aubigny
Anciennes carrières souterraines de Saint-Pierre-Canivet et d'Aubigny este o arie protejată (sit de importanță comunitară — SCI) din Franța întinsă pe o suprafață de 6,07 ha, integral pe uscat.

## Localizare
Centrul sitului Anciennes carrières souterraines de Saint-Pierre-Canivet et d'Aubigny este situat la coordonatele 48°55′41″N 0°12′39″W / 48.92806°N 0.21083°V.

## Înființare
Situl Anciennes carrières souterraines de Saint-Pierre-Canivet et d'Aubigny a fost declarat arie specială de conservare în baza directivei 92/43 din 1992 referitoare la conservarea habitatelor naturale și a faunei și florei sălbatice pentru a proteja 4 specii de animale.

## Biodiversitate
Situată în ecoregiunea atlantică, aria protejată conține 1 habitat natural: Peșteri inaccesibile publicului.
La baza desemnării sitului se află mai multe specii protejate de  mamifere (4): liliac cărămiziu (Myotis emarginatus), liliac comun (Myotis myotis), liliacul mare cu potcoavă (Rhinolophus ferrumequinum), liliacul mic cu potcoavă (Rhinolophus hipposideros).
Pe lângă speciile protejate, pe teritoriul sitului au mai fost identificate 3 specii de mamifere.